# Nattawut Suksum
Nattawut Suksum (nacido el 6 de noviembre de 1997) es un futbolista tailandés que juega como delantero en el Bangkok United FC de la Liga de Tailandia.

## Trayectoria

### Clubes
| Club              | País      | Año    |
| ----------------- | --------- | ------ |
| Bangkok United    | Tailandia | 2017 - |
| FC Tokyo (cedido) | Japón     | 2019   |